# Ferrari 599 GTO
Pour les articles homonymes, voir GTO.
La Ferrari 599 GTO est une voiture de sport du constructeur italien Ferrari. Adaptation de la 599XX de circuit (variante de la Ferrari 599 GTB Fiorano), elle a été la plus puissante des Ferrari de route jamais produites avant l'arrivée en 2012 de la F12 Berlinetta. 
Une version découvrable a été produite sous le nom de 599 SA Aperta.

## Présentation
Cette nouvelle version de la Ferrari 599 a été présentée le 2 avril 2010 et officiellement lancée au salon de Pékin. Elle reprend le sigle « GTO » (« Gran Turismo Omologato ») de la 250 GTO de 1962 et la 288 GTO de 1984, à la différence que la 599 GTO n'a pas été conçue pour être homologuée en compétition. Son moteur 12-cylindres en V à 65° disposé à l'avant développe la puissance de 670 ch, ce qui permet à la voiture d'accélérer de 0 à 100 km/h en 3,35 secondes, pour atteindre une vitesse maximale de plus de 335 km/h.

## Équipements
En série : ABS avec répartiteur, ESP, quatre airbags (frontaux, latéraux AV), phares xénon, climatisation, radio, GPS, suspension magnétique, freins carbone et céramique, jantes 20 pouces.

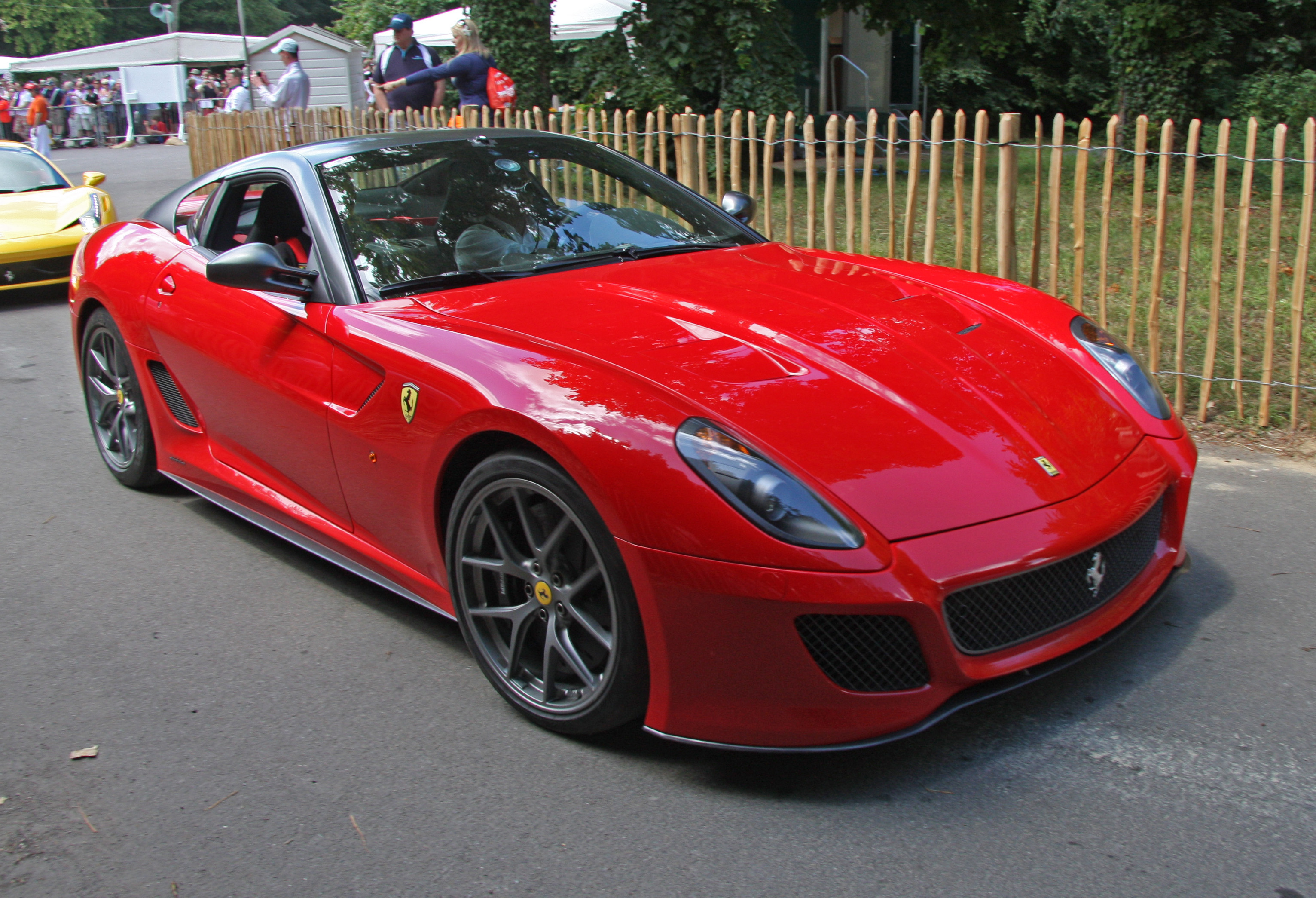
Une Ferrari 599 GTO.

### Lien externe

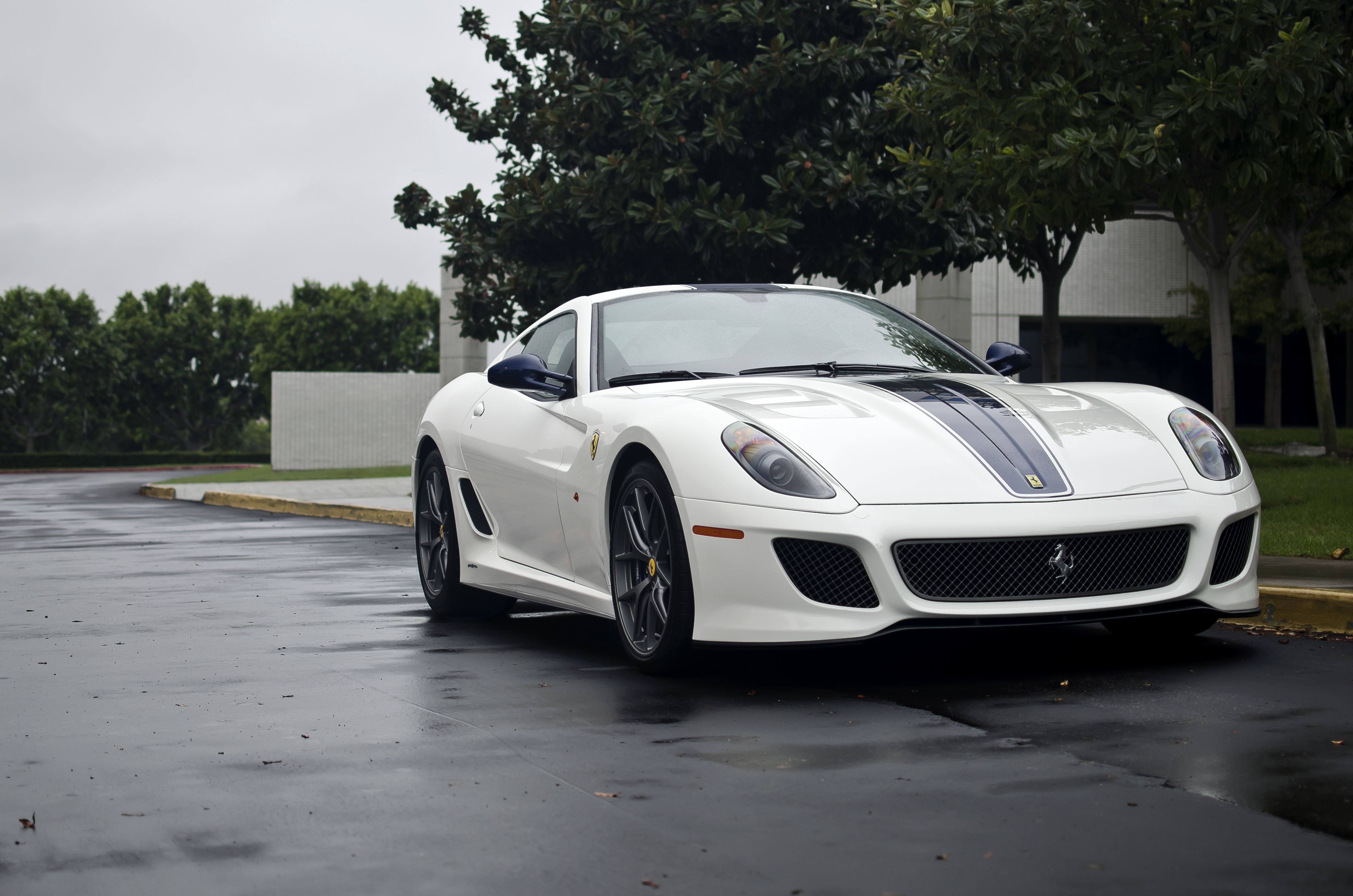